# Vivian Urdaneta
Vivian Inés Urdaneta Rincón (Maracaibo, 8 de junio de 1979) es una periodista y reina de belleza venezolana, coronada "Miss Venezuela Internacional 2000" y Miss International 2000.

## Biografía
Urdaneta fue además Miss Costa Oriental en el Miss Venezuela 2000, ocupó el lugar de "Miss Venezuela Internacional" (segunda en el orden) y obtuvo su pase directo al "Miss Internacional 2000", en Tokio, Japón. Ya con el título logrado el 8 de septiembre de 2000, tuvo el derecho de representar en menos de un mes a Venezuela en "Miss Internacional". Partió a Japón a mitad de septiembre y se convirtió en la gran favorita, al participar con 57 delegadas más. Obtuvo el tercer título de "Miss Internacional" para Venezuela.